# Lil Durk 2X
Lil Durk 2X — другий студійний альбом американського репера Lil Durk, виданий Def Jam Recordings 22 липня 2016 р. Є його останнім релізом на зазначеному лейблі.
У 2016 році Дерк оголосив, що його наступний проєкт, мікстейп Lil Durk 2X, вийде 1 травня 2016 року. Пізніше Дерк заявив, що той має стати його другим студійним альбомом із запланованою датою випуску на 24 червня. Зрештою реліз перенесли ще раз. Виконавчі продюсери: Lil Durk, Донтей «Dthang» Бенкс та Ендрю «Dilla» Бонсу.

## Комерційний вислід
Платівка дебютувала на 29-ій сходинці Billboard 200 з 12 259 альбомних рівнозначних одиниць за перший тиждень (з них — 7745 фізичних копій).

## Список пісень
| #     | Назва                                     | Автор                                                   | Продюсер(и)                 | Тривалість |
| ----- | ----------------------------------------- | ------------------------------------------------------- | --------------------------- | ---------- |
| 1.    | «Check»                                   | Дерк Бенкс Веслі Ґлесс                                  | Wheezy                      | 4:37       |
| 2.    | «LilDurk2x»                               | Бенкс Джошуа Кросс Екзев'є Дотсон                       | Cassius Jay Zaytoven        | 3:12       |
| 3.    | «So What» (з участю Young Thug)           | Бенкс Адоніс Еймос-Стейтон Джеффрі Вільямс              | Donis Beats                 | 3:10       |
| 4.    | «She Just Wanna» (з участю Ty Dolla Sign) | Бенкс Даррелл Джексон Дарріус Лакетт Тайрон Ґріффін-мл. | ChopSquad DJ                | 3:37       |
| 5.    | «Money Walk» (з участю Yo Gotti)          | Бенкс Еймос-Стейтон Майкл Піролі Маріо Мимз             | Donis Beats Piroli          | 3:15       |
| 6.    | «Glock Up»                                | Бенкс Лонден Бакнер                                     | DJ L                        | 3:01       |
| 7.    | «Rich Nigga»                              | Бенкс Кемоні Воттс                                      | Inomek                      | 3:18       |
| 8.    | «True»                                    | Бенкс Сонні Уваезуоке                                   | Sonny Digital               | 3:09       |
| 9.    | «Set It Off»                              | Бенкс Джексон                                           | ChopSquad DJ                | 3:17       |
| 10.   | «Super Powers»                            | Бенкс Адам Вудз Тайрі Піттмен                           | Young Chop Fatman [a] [ 6 ] | 4:08       |
| 11.   | «My Beyoncé» (з участю Dej Loaf)          | Бенкс Чарльз Думазер Деджа Тримбл                       | C-Sick                      | 4:39       |
| 39:23 |                                           |                                                         |                             |            |

| Бонус-треки делюкс-видання | Бонус-треки делюкс-видання                 | Бонус-треки делюкс-видання              | Бонус-треки делюкс-видання | Бонус-треки делюкс-видання |
| #                          | Назва                                      | Автор                                   | Продюсер(и)                | Тривалість                 |
| -------------------------- | ------------------------------------------ | --------------------------------------- | -------------------------- | -------------------------- |
| 12.                        | «Hated on Me» (з участю Future)            | Бенкс Джошуа Луеллен Нейведіус Вілберн  | Southside                  | 3:00                       |
| 13.                        | «Make It Back»                             | Бенкс Воттс                             | Inomek                     | 2:53                       |
| 14.                        | «Good Good» (з участю Kid Ink та Dej Loaf) | Бенкс Джексон Тримбл Браян Тодд Коллінз | Chopsquad DJ               | 4:50                       |
| 45:16                      |                                            |                                         |                            |                            |

Примітки
- ↑  позначає незначеного співпродюсера

## Чартові позиції
| Чарт (2016)                            | Найвища позиція |
| -------------------------------------- | --------------- |
| США Billboard 200                      | 29              |
| США Top R&B/Hip-Hop Albums (Billboard) | 5               |